# Норман Менлі
Норман Вашінгтон Менлі (англ. Norman Washington Manley) — політичний і державний діяч Ямайки. Головний міністр Ямайки (1955—1962).

## Життєпис
Народився 1893 року. З 1936 року працював у області соціального забезпечення, брав участь у робітничому русі країни, виступав за запровадження на Ямайці самоврядування. У 1938 році створив першу партію Ямайки — Народну національну, що об'єднала представників дрібної буржуазії, інтелігенції, частини промислових і сільськогосподарських робітників. В 1949 році був обраний в палату представників Ямайки. В 1955—1962 роках — прем'єр-міністр автономної Ямайки. В 1962—1969 рр. — лідер парламентської опозиції від ННП.
Помер 2 вересня 1969 року.  Похований в Національному парку Героїв у Кінгстоні.